# Кнудсен, Пегги
Пегги Кнудсен (англ. Peggy Knudsen), имя при рождении Маргарет Энн Кнудсен (англ.  Margaret Ann Knudsen; 22 апреля 1923 года — 11 июля 1980 года) — американская актриса, более всего известная по ролям в фильмах 1940—1950-х годов.
За время своей кинокарьеры Кнудсен снялась в таких фильмах, как «Большой сон» (1946), «Юмореска» (1946), «Украденная жизнь» (1946), «Никогда не говори прощай» (1946), «Розы красные» (1947), «Полчаса после полуночи» (1948), «Доброе утро, мисс Дав» (1955), «Преданные женщины» (1955), «Без цепей» (1955) и «Стамбул» (1957).

## Ранние годы жизни и начало карьеры
Пегги Кнудсен родилась 22 апреля 1923 года в Дулуте, Миннесота, в семье ирландского и норвежского происхождения. Её отец был начальником городской пожарной охраны Дулута. В детстве она училась игре на скрипке, а позднее многообещающе выступала на школьной сцене. Вместе с семьёй Пегги переехала в Чикаго, где в апреле 1941 года дебютировала в дневном радиосериале CBS «Женщина в белом».
В 1942 году на игру 19-летней Кнудсен в патриотическом спектакле-ревю для военнослужащих обратил внимание один из продюсеров, который пригласил её в хитовую бродвейскую комедию «Моя сестра Эйлин», где она заменила Джо Энн Сэйерс. В этом спектакле Кнудсен играла роль девушки, которая не может решить, стать ли ей актрисой или лучше выйти замуж. В феврале 1948 года обозреватель Луэлла Парсонс написала, что «комедия „Моя сестра Эйлин“ на театральной сцене стала самым крупным успехом Кнудсен», и именно в этой роли её заметил скаут кинокомпании Warner Brothers.

## Карьера в кинематографе
В 1945 году Кнудсен подписала контракт с Warner Brothers, сыграв год спустя в четырёх фильмах. Впервые она появилась на экране в фильме нуар «Тень женщины» (1946), исполнив роль бывшей жены внешне респектабельного врача (Хельмут Дэнтайн), который хочет довести до смерти своего сына, унаследовавшего от деда миллионное наследство. В том же году Кнудсен сыграла роль второго плана в мелодраме «Украденная жизнь» (1946) с Бетт Дейвис в двойной роли сестёр-близнецов. Она также сыграла сестру главного героя, бедного классического скрипача (Джон Гарфилд) в музыкальной мелодраме «Юмореска» (1946), которая рассказывала об отношениях музыканта с взбалмошной богатой дамой из общества (Джоан Кроуфорд). Первым заметным успехом Кнудсен в кино стала роль Моны Марс в классическом фильме нуар «Большой сон» (1946). Как пишет киновед Ханс Воллстейн, «хотя у неё была лишь эпизодическая роль — одна сцена и несколько реплик — её персонаж много обсуждался до появления в фильме, и для его исполнения требовалась актриса, которая сможет соответствовать напряжённости ситуации. Ключевая сцена, в которой главный герой (Хамфри Богарт) оказывается в сложном положении в прибрежном логове гангстера Эдди Марса, первоначально была снята в 1944 году с актрисой Пэт Кларк в роли миссис Марс. Но когда пришлось доснять и переснять некоторые сцены, режиссёр Говард Хоукс заменил Кларк на Кнудсен, которая была живее и энергичнее, и её краткое появление на экране сыграло положительную роль».
По мнению Воллстейна, «эта роль могла обеспечить актрисе прорыв, но студия Warner Bros упустила такую возможность, вместо этого поставив её на стандартную роль „другой женщины“» в комедии «Никогда не говори прощай» (1946) и в мелодраме «Путь жеребца» (1947). В комедии «Никогда не говори прощай» (1946) она сыграла модель и бывшую подругу любвеобильного журнального художника (Эррол Флинн), который пытается восстановить отношения со своей милой женой (Элинор Паркер). В мелодраме «Дорога жеребца» (1947) Кнудсен сыграла роль наездницы и жены банкира, которая соперничает с конезаводчицей (Алексис Смит) за внимание владельца ранчо и ветеринара (Рональд Рейган).
В 1947 году Кнудсен сыграла небольшую роль артистки в музыкальном биографическом фильме «Моя дикая ирландская роза» (1947), а затем небольшую роль в фильме нуар «Неверная» (1947) с Энн Шеридан в главной роли. После этих картин Кнудсен ушла со студии Warner Bros и стала фрилансером, подписав контракт на два фильма со студией Сола Вёртсела. Как отмечает Мовис, в подразделении Сола М. Вёртзела на студии 20th Century Fox (а затем и на студии Monogram) её карьера пошла лучше, и наконец, она стала играть главные роли. В фильме нуар компании Вертцела «Розы красные» (1947) Кнудсен сыграла одну из главных ролей журналистки Марты Маккормак, которая обручена с молодым прогрессивным окружным прокурором Робертом Торном (Дон Касл). Когда прокурора похищают гангстеры, Марта проводит собственное расследование, чтобы найти любимого, а затем с помощью брата и его друзей — вызволить его из рук преступников. В криминальном экшне «Полчаса после полуночи» (1948) Кнудсен сыграла главную женскую роль привлекательной молодой женщины, которая после убийства шантажировавшей её танцовщицы в ночном клубе, становится главной подозреваемой. Вместе со случайным знакомым она подаётся в бега от полиции, одновременно пытаясь найти настоящего преступника. По словам Парсонс, хотя «Розы красные» и «Полчаса после полуночи» «не были фильмами высшего уровня, но оба дали ей возможность показать свои способности и показать на экране новый для себя тип характера».
В низкобюджетной криминальной мелодраме с элементами комедии «Предпочтение отдаётся проблемам» (1948) Кнудсен была указана первой в списке актёров в роли молодой женщины, начинающей службу в полиции, которой поручено расследовать попытку самоубийства. Однако, по словам Воллстейна, «фильм был слишком недорогим, чтобы на него обратили заметное внимание». В том же году на студии Monogram она снялась в криминальной мелодраме «Опасные воды» (1948), действие которой почти полностью происходит на яхте богатого газетного издателя, ведущего борьбу с незаконным распространением азартных игр. Мафия посылает на яхту киллера, бывшего офицера ВМС Уилли Хантера (Дон Касл), который должен убить издателя, однако в итоге проникается к нему симпатией и отказывается от заказа. Кнудсен сыграла в этой картине роль беззаботной дочери издателя, которая пытается соблазнить Уилли, а когда он отвергает её домогательства, обвиняет его в краже, вынуждая выпрыгнуть за борт и вплавь добраться до мексиканского побережья. По мнению Мовиса, хотя Кнудсен выглядела достойно в фильмах «Розы красные» (1947), «Проблемам отдаётся предпочтение» (1948), «Полчаса после полуночи» (1948) и «Опасные воды» (1948), однако они «были малобюджетными, и потому их мало кто видел».
В 1949 году Кнудсен дебютировала на телевидении, сыграв в сериале «Время вашего сеанса». В 1950 году она сыграла небольшую роль в своём единственном фильме, вестерне компании Paramount Pictures «Медный каньон» (1950) с Рэем Милландом и Хэди Ламарр в главных ролях, после чего работала на телевидении, вернувшись на большой экран лишь четыре года спустя.
В июне 1954 года после рождения трёх дочерей Кнудсен вернулась в кинематограф с тюремной драмой «Без цепей» (1955), сыграв роль верной подруги одного из заключённых образцовой мужской тюрьмы в Чино, Калифорния, где применяются новаторские либеральные методы работы с заключёнными. В том же году она появилась в фильме нуар «Преданные женщины» (1955), действие которого происходит в женской тюрьме в одном из южных штатов. На этот раз Кнудсен сыграла одну из главных ролей благородной заключённой, работающей в тюрьме секретарём, у которой ранее был роман с прокурором штата (Том Дрейк), направленным в тюрьму для расследования творящегося там беззакония и насилия. В итоге она спасает любимого, участвует в разоблачении преступлений тюремного начальства и помогает нескольким заключённым встать на правильный путь. В независимой мелодраме о школьной учительнице «С добрым утром, мисс Дав» (1955), роль которой сыграла Дженнифер Джонс, Кнудсен предстала в образе её бывшей ученицы, которая работает медсестрой в больнице и влюблена в бывшего одноклассника (Чак Коннорс), который разорвал их помолвку, узнав о её незаконнорожденной дочери. В финале картины они восстанавливают свои отношения.
В 1956 году Кнудсен сыграла в двух фильмах на студии Twentieth Century Fox. В современном вестерне «Дно бутылки» (1956) с участием Вэна Джонсона и Джозефа Коттена Кнудсен сыграла второстепенную роль жены одного из владельцев ранчо, а в мелодраме «Хильда Крейн» (1956) она была подругой главной героини (Джин Симмонс). В 1957 году Кнудсен появилась в своём последнем фильме, приключенческом нуаре студии Universal Pictures «Стамбул» (1957), сыграв небольшую роль американской туристки, прибывшей в Турцию вместе с мужем.

## Карьера на телевидении
В 1949 году Кнудсен стала работать на телевидении, сыграв вплоть до 1965 года в 31 телесериале, среди них «Мистер и миссис Норт» (1953), «Письмо Лоретте» (1955), «Городской детектив» (1955), «Миллионер» (1956), «Альфред Хичкок представляет» (1956), «Жизнь и житие Уайатта Эрпа» (1958), «Перри Мейсон» (1958—1959), «Бэт Мастерсон» (1959—1961) и «Приключения Оззи и Харриет» (1960—1965). Она играла одну из главных ролей в 24 сериях ситкома «Так это и есть Голливуд» (1955), о девушках, делающих карьеру в кинобизнесе. В 1962 году она планировалась на одну из главных ролей в ситкоме CBS «Хоуи», но после выхода пилотной серии проект так и не был реализован из-за отказа студии.

## Актёрское амплуа и оценка творчества
Газетный обозреватель Лоуелла Парсонс в 1948 году назвала Кнудсен «миловидной блондинкой», а современный киновед А. И. Мовис описал её как «сногсшибательную фигуристую экранную сирену с умным и уверенным взглядом, которая обладала красотой блондинки и внешностью, позволяющей добиться успеха в Голливуде». По словам, Воллстейна, «крутая блондинка, в середине 1940-х годов она была многообещающей актрисой Warner Bros. Однако так и не попав в категорию звёзд, Кнудсен продолжала играть роли второго плана на протяжении 1950-х годов, как в кино, так и на телевидении». Мовис полагает, что «несмотря на некоторые фильмы категории А, в которых Кнудсен сыграла в середине 1940-х годов, её последующая карьера оказалась где-то бессистемной», что в значительной мере является виной студии Warner Bros, не дававшей ей достойных ролей. В результате она сначала была понижена до одномерных крутых преступниц или «других женщин», а в 1948 году вообще ушла со студии, сыграв главные роли в серии криминальных лент категории В.

## Личная жизнь
Кнудсен была замужем трижды. Её первым мужем был руководитель производственного отдела крупного рекламного агентства Эдриан Сэмиш. В июне 1942 года после выступления Кнудсен в «Моей сестре Эйлин» они сбежали в Медиа, Пенсильвания, где и поженились. В 1943 году у пары родилась дочь, а в апреле 1945 года они развелись.
В июне 1949 года Кнудсен вышла замуж за телевизионного режиссёра из Нью-Йорка Джеймса С. Джордана. В 1950 году у них родилась дочь Дженис Коллин, а в 1952 году — дочь Мэриен Лу. Около 1955 года Кнудсен и Джордан расстались, а в 1960 году оформили развод.
В феврале 1962 года в Гонолулу Кнудсен вышла замуж за строительного подрядчика Фрэнсиса С. Келльстрёма. В июле 1962 года они расстались, а в октябре развелись. Она обвинила мужа в том, что он был постоянно груб, постоянно её критиковал и впадал в ярость. Получив от него содержание в 500 долларов, Кнудсен поселилась в Энсино, Калифорния.
Ещё в самом начале своей карьеры Кнудсен познакомилась с Дженнифер Джонс, которая с тех пор стала её лучшей подругой. В 1960-е годы Кнудсен стала страдать от сильного артрита, что вынудило её в 1965 году завершить актёрскую карьеру. Ей было сделано пять операций, и всё это время Джонс была вместе с ней. В её последние годы жизни Джонс продолжала заботиться о подруге, и, как говорят, оплачивала её медицинские расходы.

## Смерть
Пегги Кнудсен умерла 11 июля 1980 года в своём доме в Энсино от рака в возрасте 57 лет.
Её внук Джон Орлофф был номинирован на «Эмми» как сценарист сериала «Братья по оружию» (2001), а также написал сценарий фильма «Её сердце» (2007). Другой внук Грег Орлофф четырежды номинировался на «Оскар» за микширование звука, завоевав награду в 2005 году за фильм «Рэй» (2005).

## Фильмография
| Год        |    | Русское название                  | Оригинальное название                  | Роль                                         |
| ---------- | -- | --------------------------------- | -------------------------------------- | -------------------------------------------- |
| 1946       | ф  | Украденная жизнь                  | A Stolen Life                          | Дидри                                        |
| 1946       | ф  | Глубокий сон                      | The Big Sleep                          | Мона Марс                                    |
| 1946       | ф  | Тень женщины                      | Shadow of a Woman                      | Луиз Райдер                                  |
| 1946       | ф  | Никогда не говори прощай          | Never Say Goodbye                      | Нэнси Грэм                                   |
| 1946       | ф  | Юмореска                          | Humoresque                             | Флоренс Борэй                                |
| 1947       | ф  | Дорога жеребца                    | Stallion Road                          | Дэйзи Отис                                   |
| 1947       | ф  | Неверная                          | The Unfaithful                         | Клэр                                         |
| 1947       | ф  | Розы красные                      | Roses Are Red                          | Марта Маккормак                              |
| 1947       | ф  | Моя дикая ирландская роза         | My Wild Irish Rose                     | Эйлин, ведущая актриса (в титрах не указана) |
| 1948       | ф  | Опасные воды                      | Perilous Waters                        | Пэт Феррис                                   |
| 1948       | ф  | Предпочтение отдаётся проблемам   | Trouble Preferred                      | Дейл Кент                                    |
| 1948       | ф  | Полчаса после полуночи            | Half Past Midnight                     | Сэлли Феррис, она же Сэлли Паркер            |
| 1949       | с  | Время вашего сеанса               | Your Show Time                         |                                              |
| 1950       | ф  | Медный каньон                     | Copper Canyon                          | Кора                                         |
| 1950       | ф  | Без цепей                         | Unchained                              | Элейн                                        |
| 1951       | с  | Отряд по борьбе с рэкетом         | Racket Squad                           | Джули                                        |
| 1953       | с  | Мистер и миссис Норт              | Mr. & Mrs. North                       | разные роли (2 эпизода)                      |
| 1954       | с  | Театр «Пепси-колы»                | The Pepsi-Cola Playhouse               |                                              |
| 1955       | ф  | Преданные женщины                 | Betrayed Women                         | Нора Коллинс                                 |
| 1955       | ф  | С добрым утром, мисс Дав          | Good Morning, Miss Dove                | Билли Джин Грин                              |
| 1955       | с  | Шоу Джорджа Бёрнса и Грейси Аллен | The George Burns and Gracie Allen Show | Айрин Нокс                                   |
| 1955       | с  | Письмо к Лоретте                  | Letter to Loretta                      | Мадлен                                       |
| 1955       | с  | Шоу Боба Каммингса                | The Bob Cummings Show                  | Алекс                                        |
| 1955       | с  | Так это и есть Голливуд           | So This Is Hollywood                   | Эйприл Адамс (24 эпизода)                    |
| 1955       | с  | Городской детектив                | City Detective                         | Дениз                                        |
| 1955—1956  | с  | Выбор народа                      | The People's Choice                    | разные роли (7 эпизодов)                     |
| 1956       | ф  | Дно бутылки                       | The Bottom of the Bottle               | Эллен Миллер                                 |
| 1956       | ф  | Хильда Крейн                      | Hilda Crane                            | Нелл Бромли                                  |
| 1956       | с  | Миллионер                         | The Millionaire                        | Айрин Борден                                 |
| 1956       | с  | Альфред Хичкок представляет       | Alfred Hitchcock Presents              | Херта Кауэлл                                 |
| 1956       | с  | Шоу Гейл Сторм                    | The Gale Storm Show: Oh! Susanna       | Фло                                          |
| 1957       | ф  | Стамбул                           | Istanbul                               | Мардж Бойл                                   |
| 1957       | с  | Телевизионный театр «Форда»       | The Ford Television Theatre            | Сьюзен Девенпорт                             |
| 1957       | с  | Тонкий человек                    | The Thin Man                           | блондинка / Сандра Сторм                     |
| 1957       | с  | В суде                            | On Trial                               | Мона                                         |
| 1957       | с  | Паника!                           | Panic!                                 | Кит Даттон                                   |
| 1958       | с  | Жизнь и житие Уайатта Эрпа        | The Life and Legend of Wyatt Earp      | Лилли Рив                                    |
| 1958       | с  | Семья Маккой                      | The Real McCoys                        | мисс Эберли                                  |
| 1958       | с  | Шоу Джорджа Бёрнса                | The George Burns Show                  | секретарша                                   |
| 1958       | с  | Мишень                            | Target                                 |                                              |
| 1958—1959  | с  | Перри Мейсон                      | Perry Mason                            | разные роли (2 эпизода)                      |
| 1959       | с  | Территория Тумстон                | Tombstone Territory                    | Эми Уорд                                     |
| 1959       | с  | Сажать в тюрьму                   | Lock Up                                | Марджи Кливер                                |
| 1959       | с  | Натянутый канат                   | Tightrope                              | Хелен Стивенс                                |
| 1959— 1961 | с  | Бэт Мастерсон                     | Bat Masterson                          | разные роли (3 эпизода)                      |
| 1960       | с  | Театр «Дженерал Электрик»         | General Electric Theater               | Айрин Мартин                                 |
| 1960       | с  | Пит и Глэдис                      | Pete and Gladys                        | миссис Валенти                               |
| 1960—1965  | с  | Приключения Оззи и Харриет        | The Adventures of Ozzie and Harriet    | разные роли (4 эпизода)                      |
| 1961       | с  | Диснейленд                        | Disneyland                             | Нелли                                        |
| 1961       | с  | Случай опасного Робина            | The Case of the Dangerous Robin        |                                              |
| 1962       | тф | Хауи                              | Howie                                  | Эдит Симмс                                   |